# 国際会議協会
国際会議協会（こくさいかいぎきょうかい、International Congress and Convention Association、ICCA）は、国際会議やコンベンションの情報を交換するための非営利の業界団体である。

## 概要
1963年に旅行代理店の団体によって設立され、オランダのアムステルダムに本部を置く。業界の国際的な交流と会員の地位向上を主な目的とする。
会員は90か国の約1,000団体、その分野は旅行マーケティング、会議マネジメント、会議支援、交通、名誉会員等などに分かれ、地域的なつながりにより事業を強化するためアフリカ、アジア太平洋等の分会がおかれている。協会は世界観光機関、国際団体連合、Convention Industry Council（CIC）等と関係があり、国際会議産業の国際的ネットワークを形成している。